# William Whewell
Rev Dr William Whewell DD FRS FGS HFRSE (/ˈhjuːəl/ HEW-əl; 24 tháng 5 năm 1794 – 6 tháng 3 năm 1866) là một nhà bác học, nhà khoa học, Anh giáo linh mục, triết gia, nhà thần học, và nhà sử học khoa học người Anh. Ông là bậc thầy của Trinity College, Cambridge. Trong thời gian là một học sinh ở đó, anh đã đạt được sự nổi bật trong cả thơ và toán học.
Năm 1821, ông trở thành thành viên của Hiệp hội Hoàng gia. Ông đã dạy về khoáng vật học và triết học tại Đại học Cambridge. Năm 1841, ông là giám đốc của Trinity College, và vào năm 1855 là phó hiệu trưởng của trường đại học này.
Đối lập với chủ nghĩa kinh nghiệm, ông lập luận rằng việc thu thập các sự kiện không thể nâng cao kiến thức nếu các sự kiện không được điều phối bởi một giả thuyết.
Whewell nổi bật ở giai đoạn này về chiều rộng của phạm vi quan tâm và nghiên cứu. Trong một thời đại gia tăng chuyên môn hóa, ông lại mở rộng phạm vi lĩnh vực nghiên cứu của mình theo chiều rộng. Ông đã nghiên cứu thủy triều đại dương (mà ông đã giành được Huy chương Hoàng gia), công bố các thuật ngữ chuyên ngành cơ học, vật lý, địa chất, thiên văn học, và kinh tế học, đồng thời sáng tác thơ, tác giả một Chuyên luận Bridgewater, dịch các tác phẩm của Goethe, và viết thuyết pháp và thần học. Trong toán học, Whewell đã giới thiệu phương trình Whewell, một phương trình xác định hình dạng của đường cong mà không cần tham chiếu đến hệ tọa độ được chọn tùy ý.
Một trong những món quà lớn nhất của Whewell đối với khoa học là việc tạo từ mới. Ông thường tương ứng với nhiều người trong lĩnh vực của mình và giúp họ đưa ra thuật ngữ mới cho những khám phá của họ. Whewell đã đóng góp các thuật ngữ nhà khoa học, nhà vật lý, ngôn ngữ học, sự đồng thuận, thảm họa, chủ nghĩa đồng nhất giữa những thuật ngữ khác; Whewell đã đề xuất các thuật ngữ điện cực, ion, điện môi, anode và cathode cho Michael Faraday.
Ông qua đời ở Cambridge năm 1866 do ngã xuống từ lưng ngựa của ông.